# Zlatko Klarić
Zlatko Klarić (ur. 24 października 1956) – chorwacki szachista, arcymistrz od 1983 roku.

## Kariera szachowa
W 1980 r. odniósł największy sukces w karierze, zdobywając w Skender Vakuf tytuł indywidualnego wicemistrza Jugosławii. W 1981 r. uczestniczył w rozegranych w Grazu drużynowych mistrzostwach świata studentów. W kolejnych latach odniósł kilka sukcesów w turniejach międzynarodowych, m.in. w Hawanie (1986, dz. III m. za Guillermo Garcíą Gonzálezem i Alonso Zapatą, wspólnie z Amadorem Rodríguezem Céspedesem i Gilberto Milosem),  Montpellier (1988, dz. I m. wspólnie z Dragutinem Šahoviciem i Radoslavem Simiciem) oraz Pau (1988, dz. II m. za Michaelem Mischustovem, wspólnie z Christopherem Lutzem). W 2010 r. zdobył wspólnie z reprezentacją Chorwacji złoty medal na XVI Olimpiadzie Szachowej Niesłyszących.
Najwyższy ranking w karierze osiągnął 1 stycznia 1985 r., z wynikiem 2485 punktów dzielił wówczas 15-16. miejsce wśród jugosłowiańskich szachistów.